# لاس كيتشاب
لاس كيتشاب (بالإسبانية: Las Ketchup)‏ هي فرقة فتيات غنائية إسبانية تغني الفلامنكو الإسبانية والبوب، تأسست عن طريق المنتج الموسيقي كيكو في مدينة قرطبة بإسبانيا. اشتهرت الفرقة بأغنية آسيريخي (Aserejé)، التي بيع منها أكثر من سبعة ملايين نسخة، وقد ضُمّت لاحقًا لألبوم إيخاس دل توماتي، وساهمت بنجاحه كذلك، حيث بيع منه حوالي 12 مليون نسخة. قامت الفرقة بتمثيل إسبانيا في مسابقة الأغنية الأوروبية في سنة 2006، بأغنية أون بلوذيماري.

## أعمالها
- 2002:
  - أغنية آسيريخي
  - ألبوم إيخاس دل توماتي
  - أغنية كوجا لاس باغاس
- 2006:
  - أغنية أون بلوذيماري

## وصلات خارجية
لاس كيتشاب على موقع IMDb (الإنجليزية)
- لاس كيتشاب على موقع ميوزك برينز (الإنجليزية)
- لاس كيتشاب على موقع أول ميوزيك (الإنجليزية)
- لاس كيتشاب على موقع ديسكوغز (الإنجليزية)